# Лошакова Гута
Лошакова Гута (укр. Лошакова Гута) — село в Козелецком районе Черниговской области Украины. Население 150 человек. Занимает площадь 0,925 км².
Код КОАТУУ: 7422083903. Почтовый индекс: 17010. Телефонный код: +380 4646.

## Власть
Орган местного самоуправления — Косачовский сельский совет. Почтовый адрес: 17010, Черниговская обл., Козелецкий р-н, с. Косачовка, ул. 8-го Марта, 2.